# De Sulveren Roas
De Sulveren Roas (Fries voor: De Zilveren Roos) is een poldermolen in het Friese dorp Oosterlittens, in de Nederlandse gemeente Leeuwarden.

## Beschrijving
De Sulveren Roas, een Amerikaanse windmotor met een windrad van achttien bladen, werd rond 1920 gebouwd nabij de Bolswardertrekvaart. Nadat een particulier de molen had gerestaureerd, kwam hij op diens erf te staan. De Sulveren Roas is niet maalvaardig en is ook niet te bezichtigen.